# Marie-Justine Duronceray

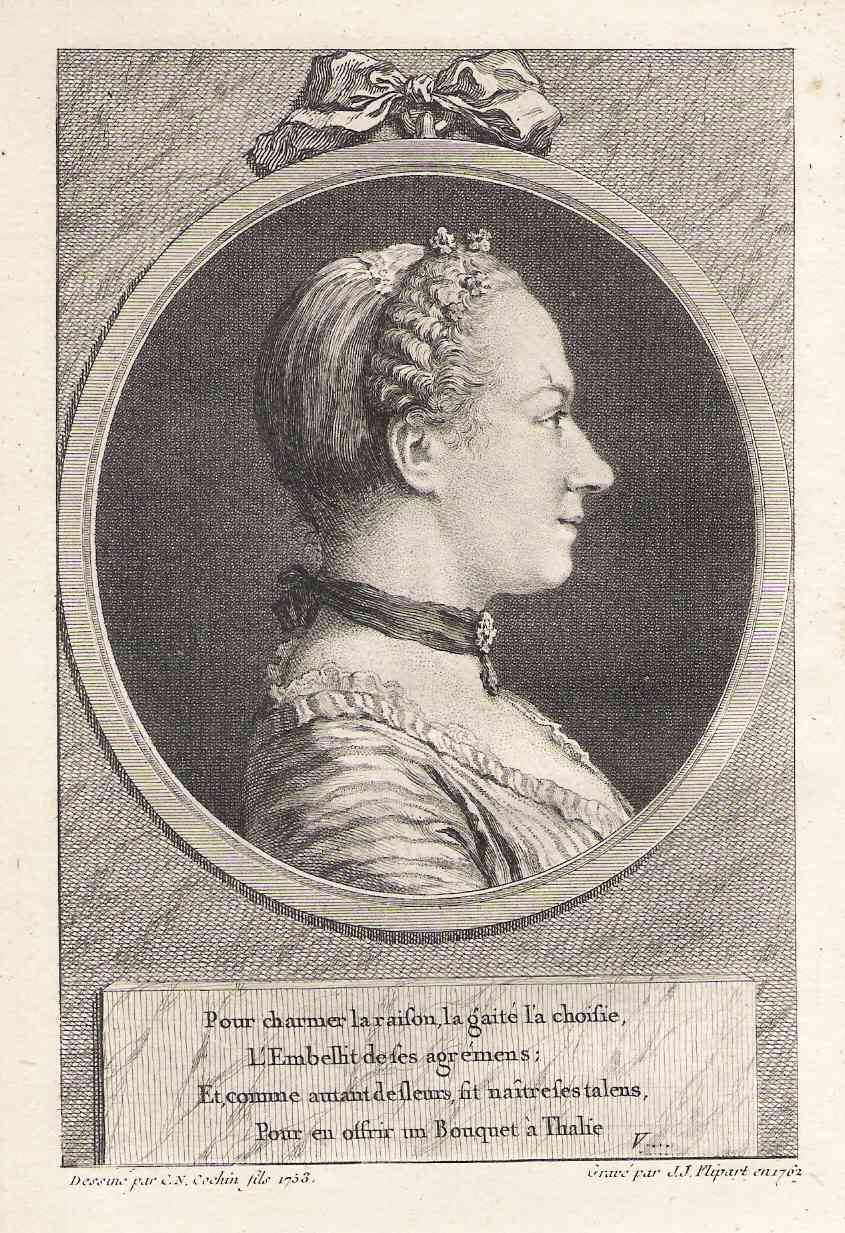
Madame Favart, gravura de Jean-Jacques Flipart de Charles Nicolas Cochin, 1762

Marie-Justine-Benoîte Favart (15 de junho de 1727 - 22 de abril de 1772), nascida Marie Duronceray, foi uma cantora de ópera, atriz e dançarina francesa, e esposa do dramaturgo Charles-Simon Favart.
Marie Favart herdou o gosto pela música e arte de seus pais, que trabalhavam com música junto ao rei Estanislau, da Polônia. Ela estreou como primeira dançarina do rei da Polônia, em Paris, no ano 1745, no Théâtre de l'Opéra-Comique (feira de Saint-Laurent), sob o nome de Miss Chantilly.
Casou com o dramaturgo francês Charles-Simon Favart, então diretor do Teatro Opéra-Comique, conhecido como o criador da comédia musical ou ópera cômica. Juntos montaram novos espetáculos, onde Marie fez muito sucesso, dançando e cantando em óperas, e tounou-se a estrela dos teatros pelos quais o marido foi responsável.